# 후치자키 유리코
후치자키 유리코(일본어: 渕崎 ゆり子 ふちざき ゆりこ[*], 1968년 12월 5일 ~ )는 일본의 성우이다. 도쿄도 오타구 출신. 리맥스 소속.